# Prisaca, Bihor
Prisaca este un sat în comuna Uileacu de Beiuș din județul Bihor, Crișana, România. Conform recensământului efectuat în 2011, populația satului Prisaca este de 411 de locuitori.

 Acest articol despre o localitate din județul Bihor este deocamdată un ciot. Puteți ajuta Wikipedia prin completarea lui.